# Regiment dragoński Bogusława Radziwiłła
Regiment dragoński Bogusława Radziwiłła – regiment dragonii połowy XVII wieku, okresu II wojny północnej, pod komendą pułkownika Eberharda Puttkamera.

## Działania zbrojne
8 października 1656 regiment wziął udział w bitwie pod Prostkami, wspierając siły brandenbursko-szwedzkie Jerzego Fryderyka Waldecka.
Regiment został rozbity przez wojska polsko-litewskie Wincentego Korwina Gosiewskiego, zaś sam szef honorowy regimentu książę Bogusław Radziwiłł dostał się do niewoli.